# Trochida
Trochida je red malih do vrlo velikih vetigastropoda, novijih i izumrlih morskih puževa sa škrgama i operkulumom.

## Taksonomija
Još uvek postojeći trohomorfi potiču iz velike, arhaične klade. Prema Uribe et al. (2016) natporodice Angarioidea i Phasianelloidea su duboko ugnežđene u natporodici Trochoidea prema Vilijamsu (2012). Revidirana taksonomija (2017) Bušea et al. stoga prepoznaje samo natporodicu Trochoidea (uključujući Angarioidea i Phasianelloidea).

## Nadfamilije
- Trochoidea Rafinesque, 1815

Synonyms
- Angarioidea Gray, 1857: synonym of Trochoidea Rafinesque, 1815
- Phasianelloidea Swainson, 1840: synonym of Trochoidea Rafinesque, 1815

## Literatura
- Bouchet P., Rocroi J.P., Hausdorf B., Kaim A., Kano Y., Nützel A., Parkhaev P., Schrödl M. & Strong E.E. (2017). Revised classification, nomenclator and typification of gastropod and monoplacophoran families. Malacologia. 61(1-2): 1-526